# Phare d'Hellevik
Le phare d'Hellevik (en norvégien : Hellevik fyr)  est un feu côtier de la commune de Haram, dans le Comté de Møre og Romsdal (Norvège). Il est géré par l'administration côtière norvégienne (en norvégien : Kystverket).
L'ancien phare est classé patrimoine culturel par le Riksantikvaren depuis 2017.

## Histoire
Le phare se trouve sur Hellevick une petite île au nord de l'île de Lepsøya. Le premier phare a été établi en 1888. C'est une maison-phare en bois avec une lanterne sur son pignon. Il a été automatisé en 1973.
En 1988, il a été remplacé par une lumière automatique qui est situé à environ 400 mètres à l'ouest du phare d'origine.

## Description
Le phare actuel  est une tourelle à claire-voie métallique de 7 mètres de haut, avec une galerie et lanterne. L'édifice est peint en blanc et la lanterne est rouge. Son feu à occultations  émet, à une hauteur focale de 13 mètres, un groupe d'éclat blanc, rouge et vert selon différents secteurs toutes les 6 secondes. Sa portée nominale est de 10 milles nautiques (environ 19 km) pour le feu blanc, environ 7 pour le feu rouge et pour le feu vert.
Identifiant : ARLHS : NOR-114 ; NF-3441 - Amirauté : L0864 - NGA : 6240 .

### Lien connexe
- Liste des phares de Norvège